# چند نامه به دوست آلمانی
چند نامه به دوست آلمانی (به فرانسوی: Lettres à un ami allemand) که با نام مقاومت، شورش و مرگ (به انگلیسی: Resistance, Rebellion, and Death) هم منتشر شده، اثری از آلبر کامو است که در سال ۱۹۴۵ چاپ شد.

## ترجمهٔ فارسی
این نامه‌ها را رضا داوری اردکانی (انتشارات نیل) و سعید ثابت‌قدم (نشر گلمهر) مستقلاً به فارسی ترجمه کرده‌اند.